# Lausitzer Kultur
Die Lausitzer Kultur wird von etwa 1300 v. Chr. (Bronzezeit) bis ca. 500 v. Chr. (Eisenzeit) datiert. Der eisenzeitliche Abschnitt wird auch getrennt als Billendorfer Kultur behandelt. Wichtigste Nachfolgekultur ist die ostgermanische Przeworsk-Kultur (3. Jahrhundert vor bis 5. Jahrhundert n. Chr.) Die Muttergruppe der Urnenfelderkultur war Ursprung sowohl der Kelten wie auch der Römer.
Die Lausitzer Kultur ist nicht zu verwechseln mit der Luboszyce-Kultur (Lebus-Lausitz-Gruppe).

## Forschungsgeschichte
Die Bezeichnung „Lausitzischer Typ“, nach der Lausitz, aus der die ersten Funde stammten, geht auf den deutschen Arzt Rudolf Virchow zurück, der die Funde zunächst den Slawen zuwies.

## Verbreitung
Die Lausitzer Kultur war von der Saale, Spree bis zur Donau, Weichsel und dem Slowakischen Erzgebirge (Mittelslowakei) verbreitet. Benachbart waren im Westen weitere Gruppen der Urnenfelderkultur und im Nordwesten die der Nordischen Bronzezeit.

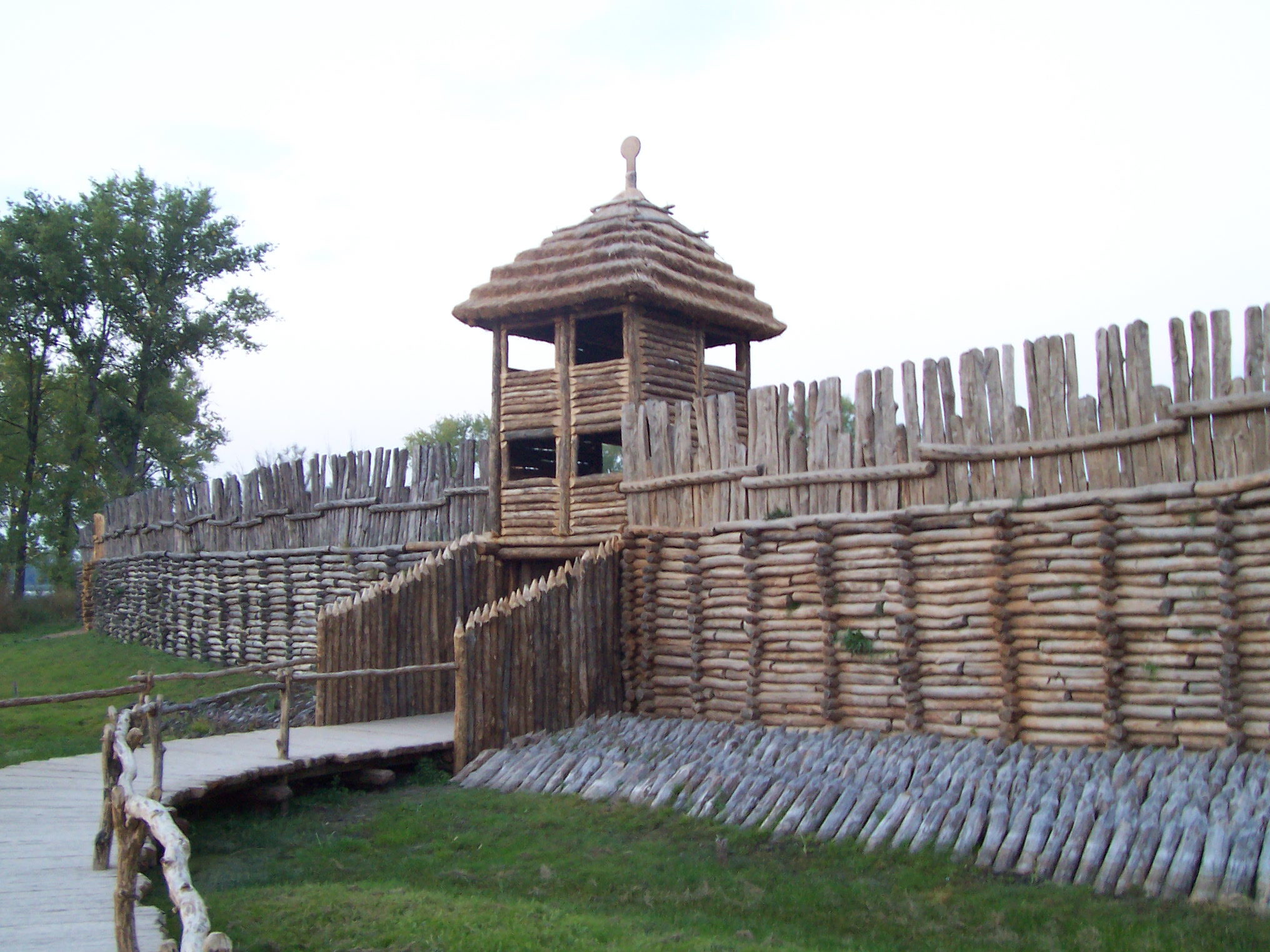
Rekonstruktion der Siedlung von Biskupin (Polen)

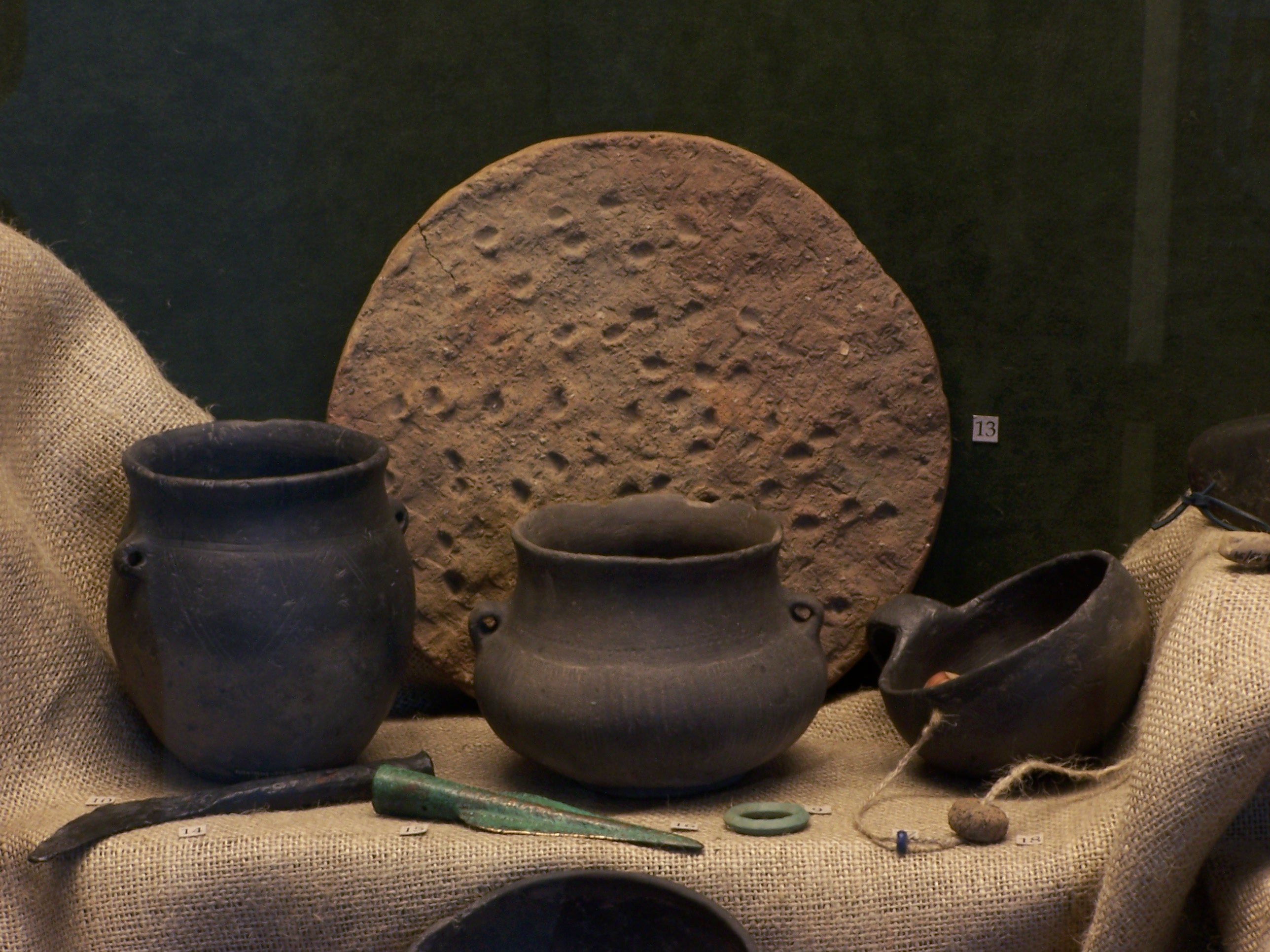
Funde der Lausitzer Kultur im Museum Bielsko-Biała (Polen)

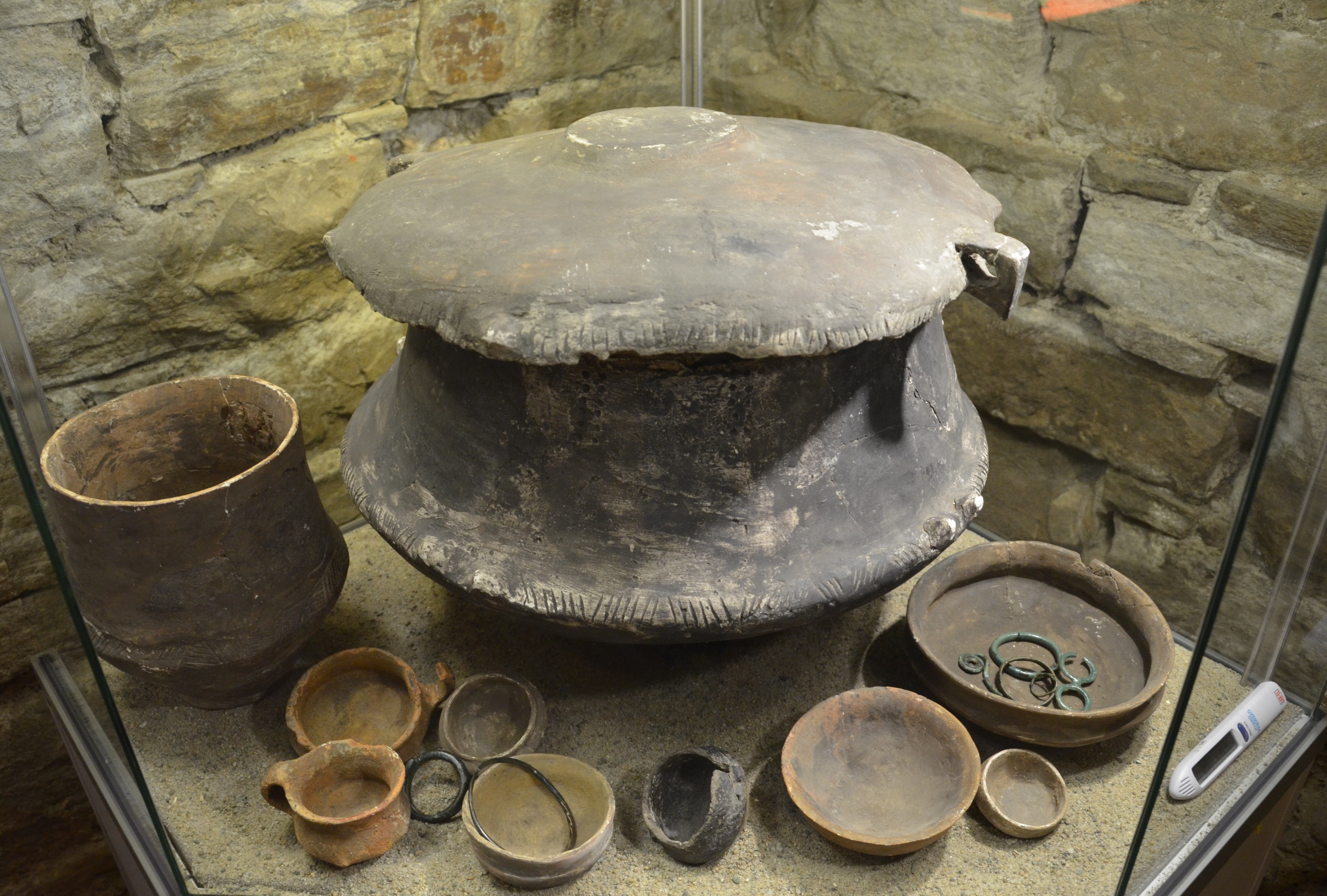
Funde der Lausitzer Kultur im Museum Sanok (Polen)

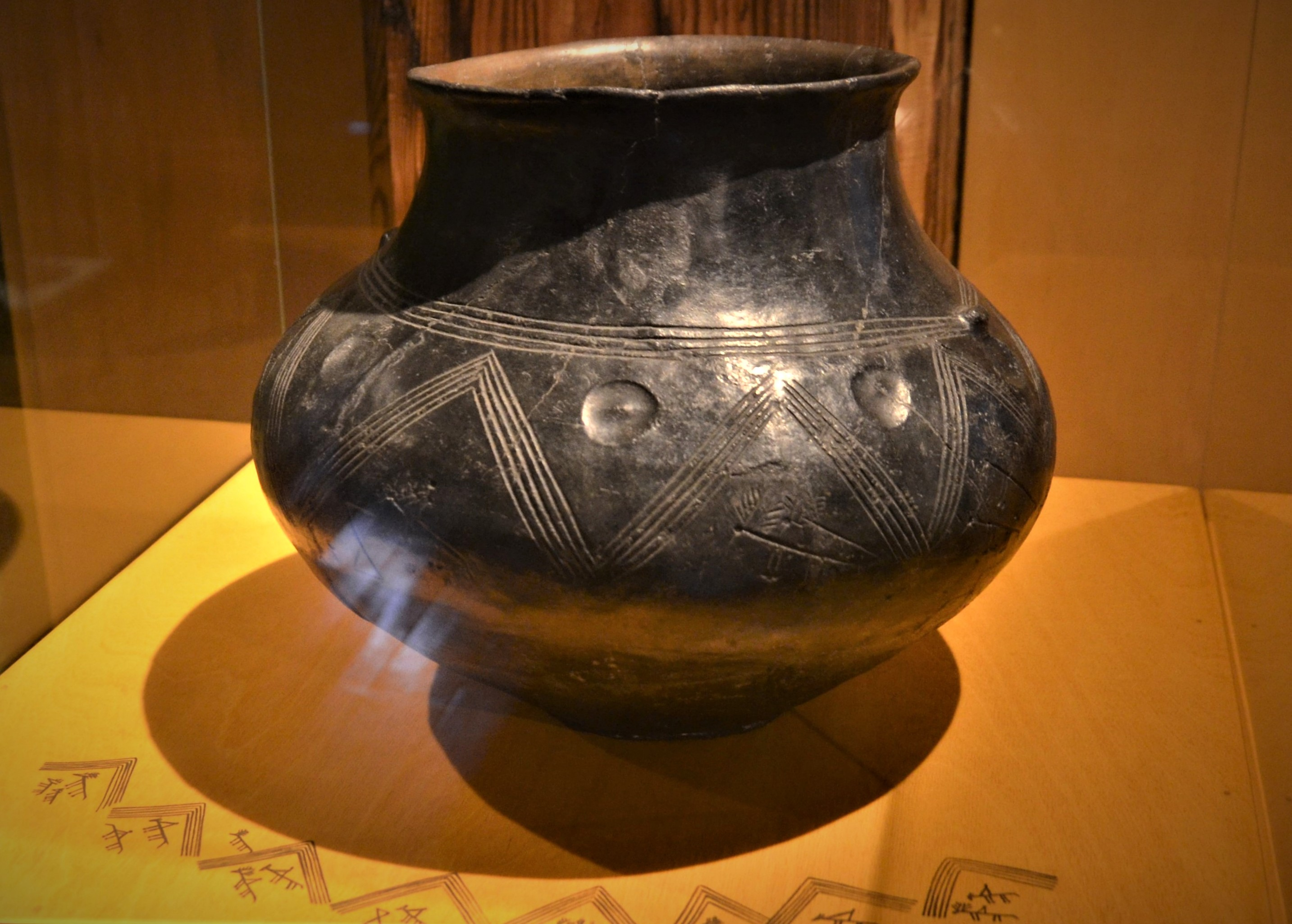
Urne der Lausitzer Kultur

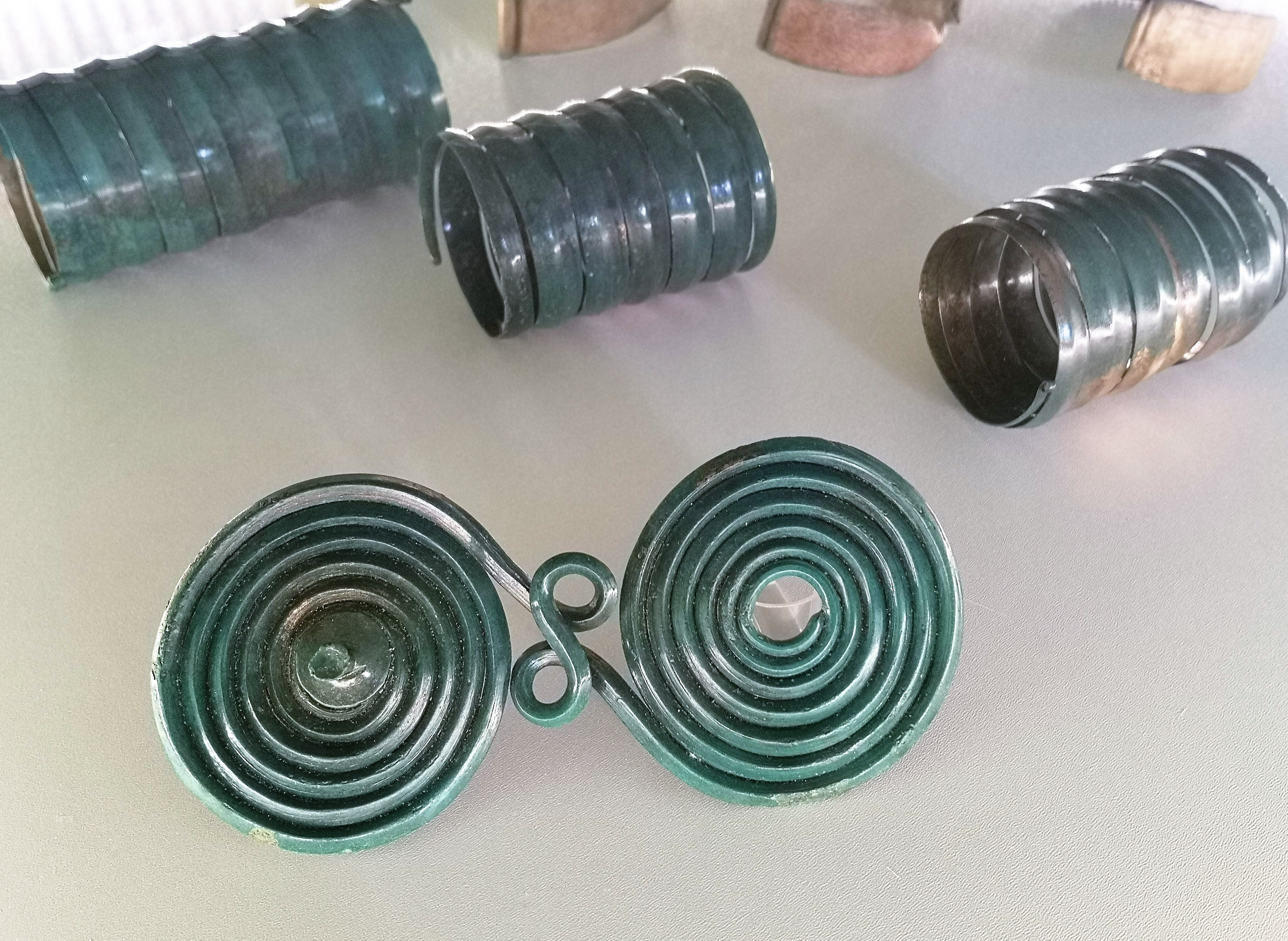
Hort von Zagórze – Polen

### Wichtige Fundorte
- Biskupin in Polen, rekonstruierte Niederungsburg
- Burg (Spreewald), „Schloßberg“ Niederungsburg
- Gräberfeld von Łęgowo
- Gräberfeld von Liebersee in Sachsen
- Gräberfeld von Kietrz in Polen
- Hort von Papowo Biskupie
- Gräberfeld von Niederkaina in Sachsen
- Römerschanze bei Potsdam, Burg
- Befestigung von Rybna, dt. Riebnig, Gmina Popielów, Woiwodschaft Opole
- Schlackenwall auf dem Löbauer Berg

## Bestattungssitten
Eines der wesentlichen Merkmale der Lausitzer Kultur sind die großen Gräberfelder, die oft über viele Generationen, das heißt über mehrere 100 Jahre hinweg, belegt waren. Darunter finden sich viele mit weit über 1000 Gräbern, wie zum Beispiel das Gräberfeld von Kietrz mit bisher über 4000 entdeckten Bestattungen oder das Gräberfeld von Łęgowo. Neben großen Mengen Keramik finden sich tönerne Rasseln. Typisch sind gezimmerte Grabeinfassungen mit umfangreicher Keramik im Inneren und Steinumbauten außen, wie in Groß Jauer in Brandenburg. Der 2023 entdeckte Hort von Papowo Biskupie in der Woiwodschaft Kujawien-Pommern in Polen, war Teil eines Wasserbestattungsrituals der Chełmno-Gruppe (dt. Kulmer-Gruppe) der Lausitzer Kultur.

## Siedlungswesen
Wie auch für die meisten anderen bronzezeitlichen Kulturen Mitteleuropas waren Siedlungen aus Pfostenhäusern typisch für die Lausitzer Kultur. Es zeigt sich aufgrund von Lesefunden und Grabungsergebnissen ein Bild von weilerartig angelegten Siedlungen, welche sich bevorzugt an Südhängen in der Nähe von Fließgewässern befinden.
Wenige erkennbare Hausgrundrisse zeigen Ausmaße von bis zu 8 × 28 Meter. Dabei trennen Zwischenwände verschiedene Bereiche innerhalb der Häuser voneinander ab. Die Wände dieser Gebäude bestanden aus lehmverputztem Flechtwerk, wie Funde von Hüttenlehm mit Holz- und Geflechtnegativen belegen.
Befestigte Burgen finden sich sowohl auf Bergrücken als auch in sumpfigen Niederungen.
Die Buckelkeramik des Nordens und die Spiralverzierung des Südens verschmolzen zu den bronzezeitlichen Buckelgefäße des Lausitzer Typus, wo der Buckel häufig durch konzentrische Kreise betont wird und deutlich an Brüste erinnert. Ähnlich verzierte Gefäße fanden sich auch auf dem Balkan und in Anatolien (Troja VII).

## Ethnische Deutung
Über die von den Trägern der Lausitzer Kultur gesprochene Sprache ist mangels schriftlicher Zeugnisse nichts bekannt. Anfang des 20. Jahrhunderts wurde von deutschen Forschern wie Gustaf Kossinna eine karpo-dakische, später, in Anlehnung an Alfred Götze, eine nordillyrische „Volkszugehörigkeit“ behauptet, während die tschechischen Archäologen Josef Ladislav Píč und Lubor Niederle, ihr polnischer Kollege Leon Kozłowski und vor allem sein Landsmann Józef Kostrzewski in ihnen Urslawen sahen. Für eine (vor)germanische sprachliche Identität bzw. Ethnizität der Träger der Lausitzer Kultur spricht, dass das Verbreitungsgebiet dieser Kultur um die Zeitenwende von den (ost)germanischen Stämmen der Przeworsk-Kultur besiedelt war und es keine Hinweise auf größere Wanderungsbewegungen in diesem Raum in der zweiten Hälfte des 1. Jahrtausends vor Christus gibt.